# Kanton Recey-sur-Ource
Kanton Recey-sur-Ource (francouzsky Canton de Recey-sur-Ource) je francouzský kanton v departementu Côte-d'Or v regionu Burgundsko. Tvoří ho 17 obcí.

## Obce kantonu
- Beneuvre
- Bure-les-Templiers
- Buxerolles
- Chambain
- Chaugey
- Essarois
- Faverolles-lès-Lucey
- Gurgy-la-Ville
- Gurgy-le-Château
- Leuglay
- Lucey
- Menesble
- Montmoyen
- Recey-sur-Ource
- Saint-Broing-les-Moines
- Terrefondrée
- Voulaines-les-Templiers